# Cladycnis insignis
Cladycnis insignis is een spinnensoort in de taxonomische indeling van de kraamwebspinnen (Pisauridae).
Het dier behoort tot het geslacht Cladycnis. De wetenschappelijke naam van de soort werd voor het eerst geldig gepubliceerd in 1838 door Hippolyte Lucas.